# Meteorus strabismus
Meteorus strabismus är en stekelart som beskrevs av Trevor Huddleston 1983. Meteorus strabismus ingår i släktet Meteorus och familjen bracksteklar. Inga underarter finns listade i Catalogue of Life.